# Caio Graco
Caio Semprônio Graco (português brasileiro) ou Caio Semprónio Graco (português europeu) (em latim: Gaius Sempronius Gracchus; 154 a.C. – 121 a.C. (33 anos)) foi um político da época da República Romana, no século II a.C. Pertencia à gente Semprônia e era irmão do famigerado reformista Tibério Semprônio Graco — como ele, era membro da facção dos populares. Sua eleição ao cargo de tribuno da plebe ocorreu em 122 a.C. Era um defensor de reformas políticas em favor da plebe, o que o levou à morte pelas mãos dos senadores romanos, em 121 a.C..
A política assistencialista de Caio Graco levou o poeta satírico Juvenal, em suas Sátiras, cunhar a expressão Pão e Circo (panem et circenses).

## Contexto
Caio Graco nasceu em família de grande tradição na política da Roma Antiga. Seu pai, Tibério Graco, o Velho, foi muito influente e estabeleceu uma grande e poderosa clientela na Hispânia. Sua mãe, Cornélia Africana, filha de Cipião Africano, era uma nobre matrona que tinha grande influência sobre os dois irmãos Gracos; já viúva, ela recusou uma proposta de casamento de Ptolemeu VIII, o faraó do Egito ptolemaico, preferindo devotar sua vida à criação de seus filhos.
A família dos Gracos era ligada à facção dos Cláudios na política romana, a despeito da ascendência de Cornélia. Supõe-se, contudo, que os dois irmãos Gracos tenham mantido relações com os mais poderosos membros dos Cláudios e dos Cornélios Cipiões.
Caio Graco era nove anos mais novo que seu irmão Tibério Graco e foi muito influenciado tanto por suas políticas reformistas quanto por sua morte pelas mãos de um grupo de senadores. Plutarco sugere que que foi "a dor que ele sofreu [que] o encorajou a falar destemidamente sempre que lamentava o destino de seu irmão". Alguns aspectos de suas reformas, especialmente as reformas jurídicas, foram direcionados às pessoas responsáveis pela morte de Tibério.

## Primeiros anos

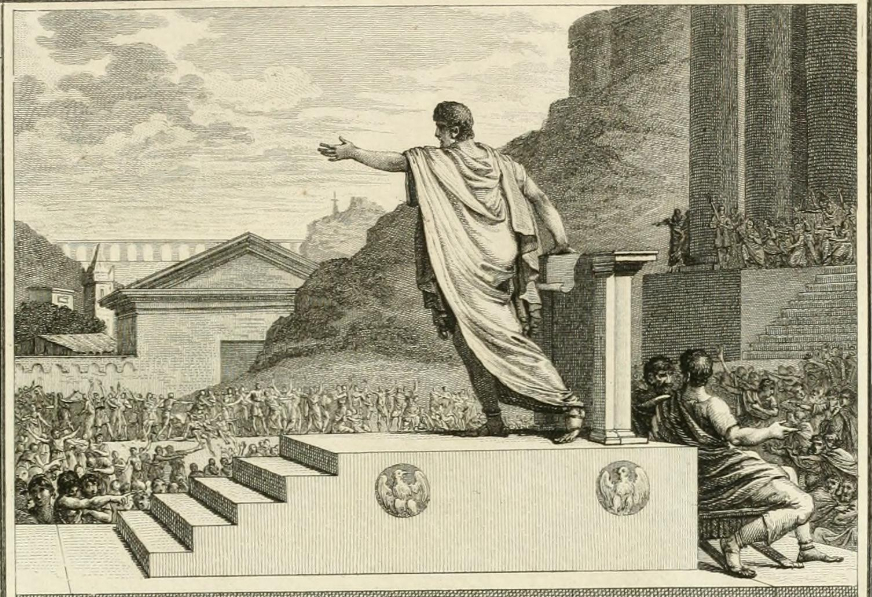
Caio Graco discursa no Fórum Romano.

A carreira política de Caio começou em 133 a.C., quando ele serviu na comissão responsável por implementar a Lex Sempronia Agraria de Tibério. Nos anos seguintes, já depois da morte de Tibério, Cipião Emiliano concordou representar os aliados italianos, que estavam protestando justamente contra as injustiças que a reforma de Tibério se propunha resolver, e a plebe romana se voltou contra ele, acusando-o, ironicamente, de agir contra o legado de Tibério Graco com a intenção de revogar sua lei e incitar um derramamento de sangue.
Em 129 a.C., Cipião morreu repentinamente e Caio, um dos seus principais inimigos, foi implicado na morte. Caio Papírio Carbão, seu aliado, havia proferido, naquele dia, um poderoso discurso contra Cipião. Além disto, entre 132 a.C., quando retornou da Hispânia, e sua morte, em 129 a.C., Cipião "inexoravelmente começou a unir a oligarquia reinante contra Caio". Outros membros da família dos Gracos também foram formalmente acusados, especialmente Semprônia, irmã de Caio e esposa de Cipião Emiliano, que se referia a ela como "deformada" e "estéril", e Cornélia Africana, mãe de Caio e Semprônia.

## Questor
Em 126 a.C., Caio foi eleito questor da província romana da Sardenha, onde ganhou uma boa reputação. Durante seu mandato, Caio aproveitou para aprimorar suas habilidades oratórias.
Em um inverno sardenho particularmente difícil, o legado da guarnição local requisitou suprimentos das cidades vizinhas, apesar dos protestos. Quando elas apelaram e conseguiram a aprovação do Senado para manterem suas provisões, Caio um pedido pessoal por ajuda. Temendo uma artimanha visando angariar apoio popular, o Senado recusou-se a receber os emissários de Micipsa, rei da Numídia, que havia enviado cereais a Caio em resposta ao seu pedido. Além disso, os senadores ordenaram que a guarnição fosse trocada, mas mantiveram Caio na Sardenha, longe de Roma.
Caio retornou a Roma para apelar desta decisão. Ele foi acusado de ter abandonado ilegalmente seu posto, mas conseguiu apoio popular quando revelou publicamente que já havia servido por doze anos — dois anos a mais do que o necessário — e que já havia servido como questor por dois quando o necessário era apenas um. Além disto, ele defendeu que sempre havia utilizado o dinheiro enviado por Roma para ajudar a província e que não havia enriquecido em sua posição, como era comum.
Ele foi acusado também de ajudar uma revolta em Fregelas, mas sem provas. Seu apoio às reformas de Caio Papírio Carbão e Marco Fúlvio Flaco, sua evidente habilidade oratória e sua associação com as reformas de seu irmão levaram vários senadores da facção dos optimates a tentarem processá-lo com base em acusações falsas ou muito exageradas. Caio conseguiu se livrar das acusações facilmente e, em 123 a.C., foi eleito para servir como tribuno da plebe no ano seguinte.

## Tribuno da plebe (122–121 a.C.)

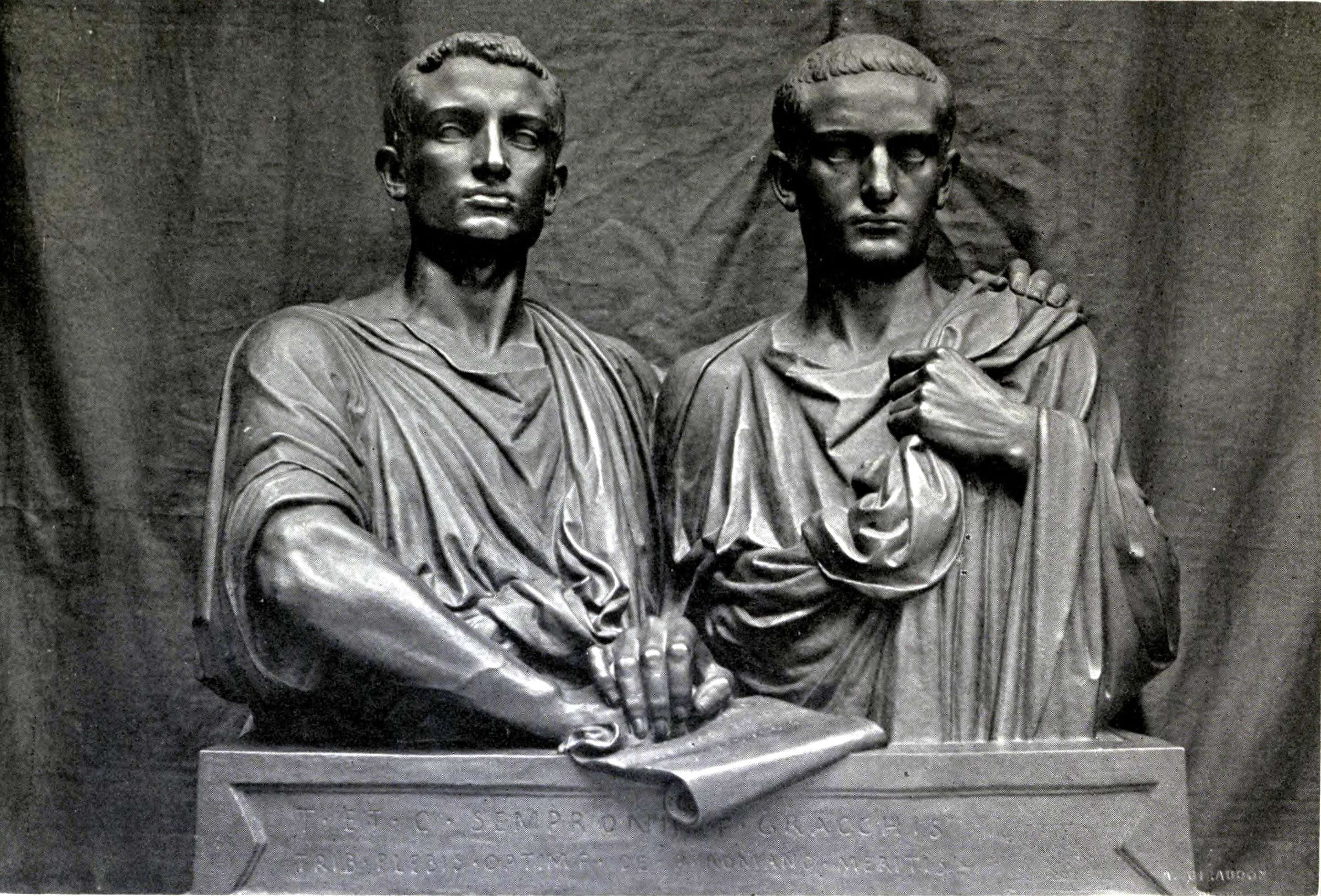
Estátua dos irmãos Graco, Caio e Tibério, ídolos da plebe romana no final do século II a.C..

Caio utilizou sua celebrada oratória, considerada a melhor de Roma, para atacar seus adversários políticos sempre que podia e lamentava com frequência o destino de Tibério. Ele criticava o fracasso do Senado em emular o respeito que seus antepassados tinham pela função de tribuno, citando as antigas decisões de declarar guerra aos falérios por terem insultado o tribuno Genúcio e a condenação à morte de Caio Vetúrio por ter se recusado a abrir caminho para um tribuno. Ele ainda admoestava a plebe por ter permitido que Tibério e seus aliados fossem surrados até a morte e citou as sentenças de exílio que se seguiram ao massacre, afirmando que elas eram ilegais por que aos acusados foi negado o direito de um julgamento.

### Reformas em 122 a.C.
As reformas sociais de Caio tinham alcance muito mais amplo que as de seu irmão. Possivelmente motivadas pelo destino de seu irmão, algumas de suas primeiras reformas tratavam do sistema judiciário. Ele propôs duas medidas iniciais, a primeira proibindo a re-eleição de um magistrado que houvesse sido deposto pelo povo para um segundo mandato. A segunda estabelecia o direito do povo de processar qualquer magistrado que tivesse exilado cidadãos sem julgamento.
As cortes com poder de decidir pela pena de morte e que não fossem ordenadas pelo povo foram declaradas ilegais através de uma medida retrospectiva, o que levou o ex-cônsul Públio Popílio Lenas. Outras reformas ao sistema judiciário foram aprovadas para dificultar as absolvições por júris senatoriais de senadores acusados de extorsão: a Lex Acilia Repetundarum colocou os julgamentos dos crimes de extorsão sob o controle dos equestres e os procedimentos do julgamento foram reformulados para aumentar a vantagem da acusação. Os júris nos casos criminais passaram a ser compostos por senadores e equestres.
A Lex Sempronia Agraria foi reforçada e teve seu escopo ampliado. Grandes colônias ultramares foram planejadas para abrigarem milhares de colonos, entre os quais, possivelmente, estavam um grande número de aliados italianos além dos cidadãos romanos. A Lex Frumentaria requeria que o estado comprasse cereais em grandes quantidades no norte da África e da Sicília para permitir a distribuição aos habitantes de Roma a um preço baixo mensalmente. Estradas secundárias foram construídas por toda a Itália para facilitar o comércio e a comunicação com Roma. Os censores romanos leiloaram contratos para coletores de impostos na Ásia.
A Lex Militaris de Caio previa um jogo de uniforme e equipamentos gratuitos para os soldados, reduzia o tempo de serviço militar e proibia o alistamento de adolescente com menos de dezessete anos. Estas reformas tinham como objetivo aumentar o moral do exército e, principalmente, conseguir o apoio dos soldados mais pobres, seus futuros eleitores.
Caio propôs ainda uma lei cujo objetivo era estender a cidadania romana para todos os cidadãos latinos e a cidadania latina para todos os italianos aliados, mas ela foi rejeitada por causa dos plebeus da cidade de Roma, que não tinham interesse nenhum em dividir as benesses da cidadania (especialmente a ração de cereais e os jogos romanos) com mais gente. Esta rejeição foi, em parte, responsável pela desastrosa Guerra Social da década de 90 a.C..
Em mais um golpe ao poder do Senado, Caio alterou a forma como os discursos eram fisicamente realizados na Rostra do fórum. Antes, quem discursava no fórum se voltava para direita, ficando de frente para a Cúria, onde se reunia o Senado, e o Comício. Caio se voltava para a esquerda, encarando o próprio Fórum, o que o deixava de costas para o Senado.
Caio foi muito eficiente em sua administração. Ele supervisionou a implementação de cada nova lei e escolheu pessoalmente 300 novos juristas equestres. No final do ano, Caio ajudou na eleição de Caio Fânio Estrabão ao consulado e foi re-eleito tribuno da plebe para o ano de 121 a.C..

### Resposta senatorial

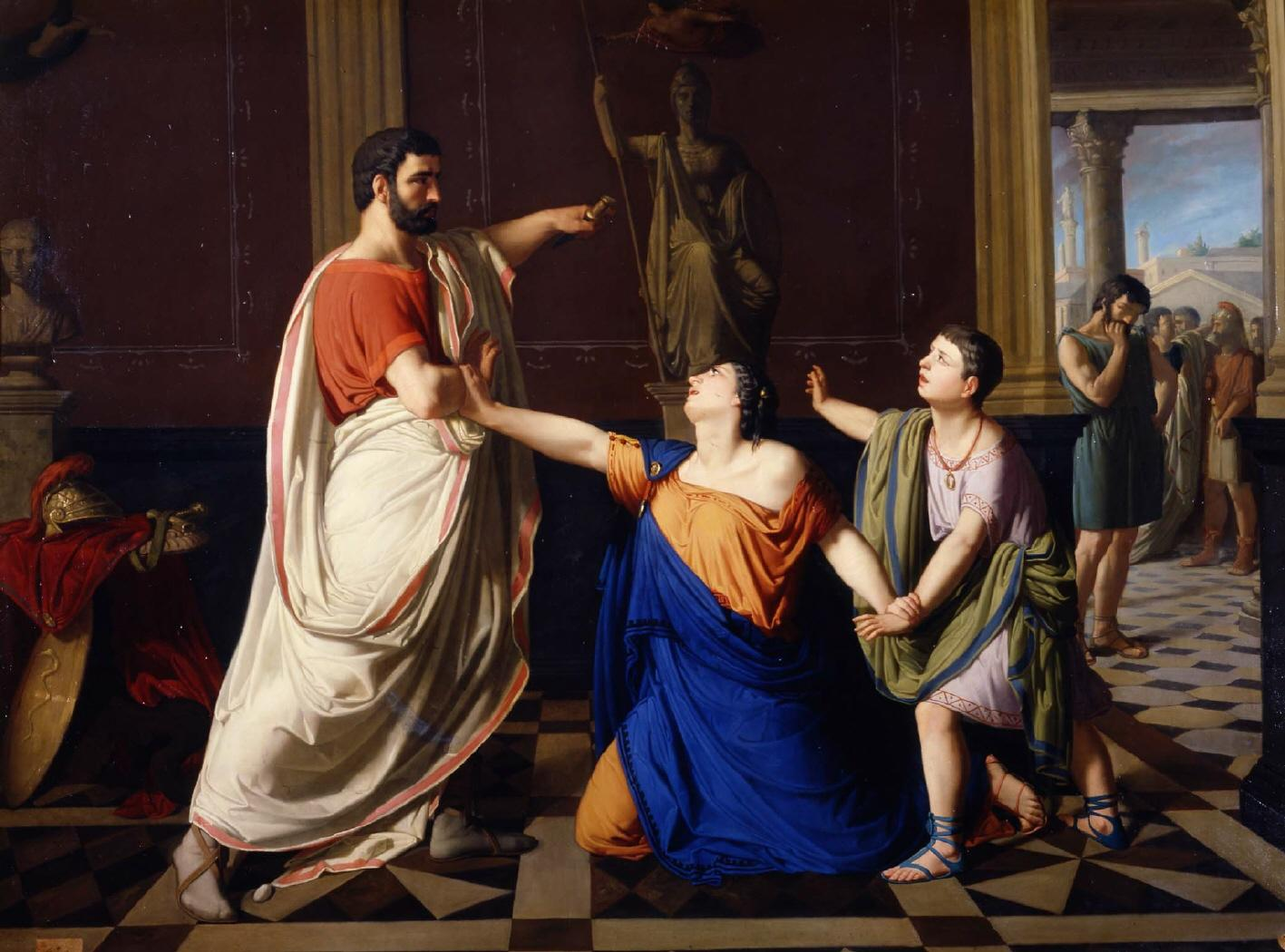
Caio Graco se despede de sua esposa Licínia.
1858. Por Dióscoro Puebla, na Real Academia de Belas-Artes de São Fernando, em Madrid.

O Senado interpretou a popularidade de Caio e suas reformas como ameaças e passou a apoiar um outro tribuno, Marco Lívio Druso. Ele recebeu ordens estritas de não incitar atos violentos e de propor leis de interesse da plebe sempre indicando que contava com o apoiava com o apoio dos senadores. Contudo, as leis propostas por ele eram pouco críveis e em nada ajudavam na situação da plebe. Elas tinham como único objetivo minar a posição de Caio.
Quando Caio propôs que duas colônias fossem fundadas para abrigar cidadãos romanos, o Senado o acusou de estar tentando roubar a atenção da plebe antes que Druso propusesse sua versão da mesma lei, que previa a criação de doze colônias com mais de 3 000 cidadãos. O mesmo aconteceu quando Caio propôs a concessão de pequenos lotes de terra para os romanos mais pobres em troca de um pequeno aluguel a ser pago ao tesouro romano; os senadores o acusaram de tentar roubar a ideia de Druso, que propunha a mesma lei, mas sem a necessidade do pagamento do aluguel. Finalmente, quando Caio propôs que os latinos recebessem direito de votar, o Senado protestou, mas aprovou uma versão proposta por Druso que impedia que os latinos fossem surrados pelos lictores, um direito até então reservado aos romanos. Druso se esforçou bastante para garantir que ele não seria visto como o responsável por essas leis, política ou economicamente, mas apenas como o instrumento do Senado na proposição de leis que favoreciam a plebe. O plano funcionou e a hostilidade em relação aos senadores diminuiu.
Quando uma lei foi aprovada prevendo a fundação de uma colônia em Cartago, que havia sido destruída em 146 a.C. por Cipião Emiliano, Caio foi nomeado para supervisionar a operação e partiu de Roma para a África. Druso aproveitou a ausência de Caio para atacar Marco Fúlvio Flaco, seu aliado, conhecido por agitar a população contra o Senado e por suspeitas de inflamar a revolta contra Roma entre os aliados italianos.
Na eleição para o consulado de 122 a.C., um candidato emergiu para competir com Caio Fânio Estrabão, aliado de Caio Graco, Lúcio Opímio. Um ferrenho conservador e membro da elite oligárquica de Roma, Opímio queria restaurar o poder e a glória do Senado e, por isso, contava com um grande apoio em Roma. Opímio assumiu para si a missão de depor Caio Graco.

### Retorno a Roma
A combinação das posições políticas do cônsul Lúcio Opímio e dos tribunos Lívio Druso e Marco Minúcio Rufo, outro adversário de Caio, resultou na revogação de várias das medidas de Caio, que estava numa situação cada vez mais difícil em relação ao Senado apesar de sua grande popularidade. Ao retornar de Cartago, o primeiro ato de Caio foi mudar sua casa do monte Palatino, onde vivia a elite romana, para uma vizinhança próxima ao Fórum, o que ele acreditava estar mais em linha com seus princípios democráticos e reafirmaria que sua aliança era com a plebe e não com a elite privilegiada. Logo depois, Caio convocou todos os seus aliados na Itália para avançar novamente suas reformas. O Senado convenceu Caio Fânio Estrabão, que havia se desentendido com Caio Graco, a expulsar todos os que não nasceram cidadãos romanos da cidade. Caio condenou a proposta prometendo apoio aos italianos, mas sua imagem foi arranhada depois que ele se viu incapaz de impedir que os lictores de Fânio arrastassem à força um aliado para fora da cidade, o que foi visto como um sinal de sua incapacidade de fazer valer suas promessas. Se ele não interferiu por insegurança em testar os limites de seu poder ou por não desejar oferecer ao Senado um pretexto para uma reação violenta não se sabe.
Caio se distanciou ainda mais de seus colegas tribunos quando insistiu que seus assentos para os jogos gladiatoriais fossem removidos para que os pobres pudessem assistir ao espetáculo. Quando eles se recusaram, ele os removeu durante a noite. Plutarco alega que esta decisão lhe custou a re-eleição pela segunda vez, pois embora ele tenha vencido o voto popular, os tribunos, muito irritados, teriam falsificado os resultados. Opímio e seus aliados atuaram agressivamente para revogar todas as leis de Caio na esperança de que ele reagisse violentamente, mas ele não caiu na armadilha. Rumores na época indicavam que Cornélia, sua mãe, havia contratado mercenários estrangeiros para protegê-lo.

### Morte de Quinto Antílio
Num dia no qual Opímio planejava propor a revogação das leis de Caio Graco, um servo dele, Quinto Antílio, que levava oferendas para um sacrifício, forçou passagem através da multidão. A briga resultante entre os aliados dos dois grupos no Capitólio levou à sua morte. Plutarco alega que Antílio teria forçado sua passagem de maneira grosseira e feito um gesto indecente, o que provocou uma reação imediata dos aliados de Graco. Apiano afirma que Caio havia chegado com uma escolta de guarda-costas já muito irritado. Quando Antílio o viu, se agarrou a ele implorando para que ele não destruísse a república. Quando Caio o afastou jocosamente, seus aliados interpretaram como um sinal para que ele fosse atacado e o atingiram. Caio e Fúlvio Flaco fugiram para aguardar o desfecho em suas casas.
A morte de Antílio deu Opímio o pretexto que ele precisava. Na manhã seguinte, o corpo de Antílio foi apresentado ao Senado como prova do que Caio seria capaz. Os senadores rapidamente aprovaram um senatus consultum ultimum que conferiu a Opímio o direito de agir como entendesse necessário para proteger o estado romano e livrá-lo de qualquer ameaça de tirania. Os próprios senadores se armaram e ordenaram que os equestres também o fizessem, combinando um encontro para a manhã seguinte.
Fúlvio Flaco reuniu seus seguidores e o grupo passou a noite toda bebendo e provocando confusão. Caio, mais sóbrio, parou em frente da estátua de seu pai no caminho do Fórum e, chorando, seguiu para casa. Seu sofrimento despertou a simpatia do plebe, que assumiu a culpa por ter traído seu principal defensor, o que fez com que uma grande multidão se reunisse do lado de fora de sua casa para protegê-lo. Ao contrário dos homens de Fúlvio Flaco, os seguidores de Caio permaneceram quietos e ordeiros.

## Morte de Caio Graco e Fúlvio Flaco

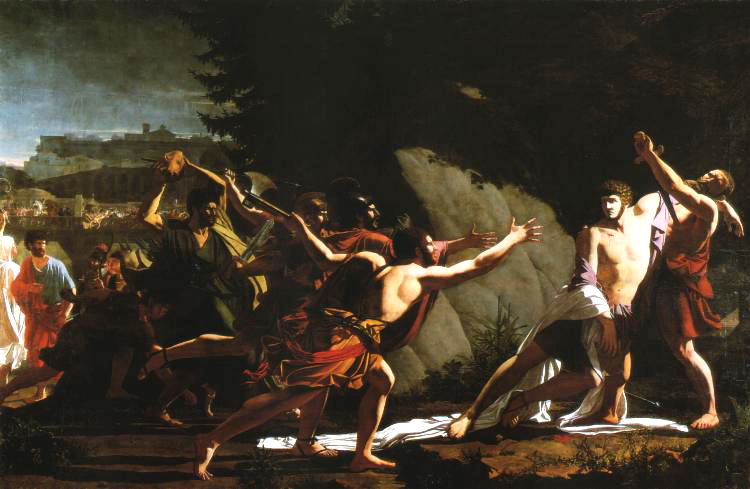
Morte de Caio Graco.
1792. Por François Topino-Lebrun.

Na manhã seguinte, os seguidores de Fúlvio Flaco se armaram com os espólios da campanha de Fúlvio entre os gauleses e marcharam ruidosamente até o monte Aventino. Caio se recusou a usar qualquer coisa além de uma pequena adaga e sua toga. Quando saiu de casa, sua esposa Licínia, filha de Crasso, implorou para que ele não fosse se encontrar com os mesmos homens que assassinaram e desonraram Tibério Graco, já sabendo que Caio seria morto naquele dia. Caio, sem dizer nada, se despediu e seus criados a levaram até um de seus irmãos.
Por sugestão de Caio, Fúlvio enviou seu filho mais velho, Quinto, ao fórum para discursas ao Senado como um arauto carregando um cajado, o mesmo ritual utilizado pelos feciais quando se aproximavam de inimigos em tempos de guerra. Aos prantos, ele implorou por uma trégua, mas Opímio insistiu em falar diretamente com Fúlvio e Caio, exigindo que eles se entregassem para serem julgados. Quando Quinto retornou a Caio e Fúlvio, o primeiro estava disposto a aceitar, mas Fúlvio não e o rapaz foi enviado de volta.
Quando ele voltou ao Senado e entregou a mensagem de Fúlvio, Opímio o prendeu e seguiu até o local onde Fúlvio estava acompanhado por um contingente de arqueiros cretenses. Quando eles atiraram nos homens de Fúlvio, ferindo muitos deles, a multidão entrou em pânico e fugiu. Fúlvio se escondeu em um edifício abandonado com seu filho mais velho, mas os dois foram descobertos e executados. Apiano acrescenta que quando eles se esconderam, os cidadãos presentes hesitaram em entregar sua localização, mas quando Opímio ameaçou atear fogo em todo o quarteirão, eles próprios entregaram Fúlvio e o filho.
Caio, que não participou desta confusão, se desesperou e fugiu para o Templo de Diana, no Aventino, com a intenção de se matar, mas foi impedido por seus aliados. Ele se ajoelhou e pediu para a deusa que o povo de Roma fosse para sempre escravizado por seus senhores pois muitos mudaram de lado tão lago uma anestia foi declarada pelo Senado.
Caio fugiu do Templo e tentou atravessar o Tibre por uma ponte de madeira enquanto seus aliados tentavam cobrir sua fuga assassinando tantos quantos pudessem antes que eles próprios fossem mortos. Acompanhado apenas por um escravo, Filócrates, Caio fugiu com o apoio dos transeuntes, mas ninguém lhe ofereceu ajuda apesar de seus insistentes apelos. Ao chegar num bosque consagrado a Furrina, Filócrates primeiro ajudou Caio a se matar e depois se matou.

## Eventos posteriores
A cabeça de Caio foi cortada pois o cônsul Lúcio Opímio havia prometido uma recompensa equivalente ao peso em ouro dela a quem a trouxesse. Quando a cabeça foi medida e seu peso foi aferido em incríveis oito quilos, descobriu-se que Septimuleio, que havia trazido a cabeça, tentou fraudar a recompensa ao remover o cérebro de Caio e substituindo-o por chumbo derretido. Por causa disso, ele acabou não recebendo nada. Os corpos de Caio, Fúlvio e de três mil seguidores que também foram mortos foram atirados no Tibre; suas propriedades foram confiscadas e vendidas para financiar o tesouro estatal. Apiano acrescenta que suas propriedades foram saqueadas.
Suas esposas foram proibidas de velar a morte de seus maridos e Licínia, esposa de Caio, teve seu dote confiscado. O filho mais novo de Fúlvio, que não participou da luta e só agiu como arauto, foi executado; segundo Apiano, Opímio permitiu que ele escolhesse a forma. Porém, o que foi mais ultrajante para a plebe romana foi a construção do Templo da Concórdia, no Fórum Romano, por ordem de Opímio com a benção do Senado. A população acreditava que a vitória havia sido obtida à custa do massacre de uma quantidade enorme de cidadãos. Segundo Plutarco, o templo foi pichado numa noite com a inscrição "Este templo da Concórdia é fruto de uma grande Discórdia".
Plutarco afirma que Opímio foi o primeiro romano a se auto-denominar ditador, matar 3 000 cidadãos sem julgamento, incluindo o procônsul Marco Fúlvio Flaco, que já havia recebido a honra de um triunfo, e o tribuno Caio Graco, conhecido por sua reputação e virtude. Ironicamente, este mesmo Opímio foi depois condenado por fraude e por aceitar suborno do rei da Numídia Jugurta, terminando seus dias em desgraça. O povo, percebendo que a causa dos populares havia sido dizimada, passou a adorar a lembrança dos dois irmãos Graco.
Estátuas foram erigidas em Roma e os locais onde eles foram mortos foram consagrados como sagrados. Cornélia Africana, mãe dos dois, honrou a memória do assassinato de seus dois filhos construindo suntuosos túmulos nestes locais. Muitos os adoravam diariamente como se os Gracos tivessem sido elevados ao status de deuses. Apiano acrescenta que nos quinze anos seguintes todo o progresso realizado nos mandatos dos Gracos foram revertidos e os pobres passaram para uma posição ainda pior do que a que estavam antes.
Apesar dos revezes, a Lex Frumentaria permaneceu em vigor e estabeleceu o precedente para o "direito ao pão" que existiu de uma forma ou de outra até a queda do Império Romano do Ocidente.

## Família
Caio Graco teve apenas uma filha do seu casamento com uma Licínia Crassa, Semprônia, que herdou o patrimônio dos Gracos. Ela se casou com um dos filhos de Fúlvio Flaco e esta união resultou numa única filha, Fúlvia, que foi esposa de Públio Clódio Pulcro e de Marco Antônio.